# Savski Venac
Savski Venac (Servisch: Савски Венац) is een gemeente binnen het Servische hoofdstedelijke district Belgrado.
Savski Venac telt 36.699 inwoners (2022) op een oppervlakte van 16 km².
In de gemeente ligt het Koninklijk paleis van Belgrado in de wijk Dedinje.

## Wijken
| - Bara Venecija - Dedinje - Diplomatska Kolonija - Gospodarska Mehana | - Jatagan Mala - Karađorđev park - Lisičji Potok - Mostarska Petlja | - Prokop - Savamala - Senjak - Stadion | - Topčider - Topčidersko Brdo - Zapadni Vračar - Zeleni Venac |

## Trivia
- Het Savaplein is een stadsplein, gelegen tegenover het gebouw van het oude hoofdtreinstation.

Barajevo · Čukarica · Grocka · Lazarevac · Mladenovac · Novi Beograd · Obrenovac · Palilula · Rakovica · Savski Venac · Sopot · Stari Grad · Surčin · Voždovac · Vračar · Zemun · Zvezdara